# Санта Марија Импезоле (Беневенто)
Санта Марија Импезоле је насеље у Италији у округу Беневенто, региону Кампанија.
Према процени из 2011. у насељу је живело 61 становника. Насеље се налази на надморској висини од 56 м.